# حقي يلدز
حقي يلدز (بالتركية: Hakkı Yıldız)‏ هو لاعب كرة قدم تركي في مركز الهجوم، ولد في 12 ديسمبر 1995 في نوردلينغن في ألمانيا. لعب مع إرتسغيبيرغه آوه.

## وصلات خارجية
- حقي يلدز على موقع قاعدة بيانات كرة القدم.إي يو (الإنجليزية)
- حقي يلدز على موقع Soccerway.com (الإنجليزية)
- حقي يلدز على موقع عالم كرة القدم.نت (الإنجليزية)